# イマノル・アルグアシル
イマノル・アルグアシル・バレネチェア（Imanol Alguacil Barrenetxea , 1971年7月4日 - ）は、スペイン・バスク州ギプスコア県オリオ出身の元サッカー選手。現指導者。現在はプリメーラ・ディビシオンのレアル・ソシエダの監督を務めている。

## 来歴

### 選手時代
1988年にレアル・ソシエダのカンテラに入団。翌年Bチームに昇格し、プロデビュー。1990-91シーズンにトップチームに昇格し、1990年9月20日のレアル・オビエド戦で、ラ・リーガ初出場。以降1997-98シーズンまでレアル・ソシエダでプレー。1998年から2シーズンはビジャレアルCFでプレーし、その後はレアル・ハエン、FCカルタヘナなどでプレーした後、2003年に引退した。

### 指導者歴
引退後はレアル・ソシエダのスカウトなどの仕事を務め、2011年にユースチームの監督に就任。以降はBチームの監督などを歴任。2018年3月19日にエウセビオ監督が解任されたのに伴い、トップチームの暫定監督に昇格。リーガ残留に導いた。
2018-19シーズンは再びBチームの監督を務めていたものの、2018年12月16日にアシエル・ガリターノ監督が解任されたのに伴い、再びトップチームの暫定監督に就任。同シーズンは最終的に9位まで引き上げ、シーズン終了後に正式に監督に就任。2019-20シーズンは、レアル・マドリードからのローン移籍に明け暮れるシーズンを送っていたマルティン・ウーデゴールや、アレクサンデル・イサク、アンデル・バレネチェアら若手有望株の素質を開花させたことで称賛された。

## 監督成績
2021年5月1日現在
| クラブ            | 国           | 就任           | 退任           | 記録 | 記録 | 記録 | 記録 | 記録 | 記録 | 記録 | 記録   |
| クラブ            | 国           | 就任           | 退任           | 試   | 勝   | 分   | 敗   | 得   | 失   | 差   | 勝率   |
| ----------------- | ------------ | -------------- | -------------- | ---- | ---- | ---- | ---- | ---- | ---- | ---- | ------ |
| レアル・ソシエダB | スペインの旗 | 2014年11月28日 | 2018年3月19日  | 130  | 52   | 40   | 38   | 176  | 146  | +30  | 040.00 |
| レアル・ソシエダ  | スペインの旗 | 2018年3月19日  | 2018年5月24日  | 9    | 5    | 1    | 3    | 15   | 7    | +8   | 055.56 |
| レアル・ソシエダB | スペインの旗 | 2018年5月27日  | 2018年12月26日 | 18   | 6    | 5    | 7    | 23   | 20   | +3   | 033.33 |
| レアル・ソシエダ  | スペインの旗 | 2018年12月26日 |                | 114  | 49   | 33   | 32   | 170  | 128  | +42  | 042.98 |
| 合計              | 合計         | 合計           | 合計           | 271  | 112  | 79   | 80   | 384  | 301  | +83  | 041.33 |